# Victorio Panasci
Victorio Antonio Panasci (nacido el 24 de agosto de 1925) es un exfutbolista argentino. Se desempeñaba como puntero izquierdo y su debut como profesional fue con el Club Atlético Rosario Central.

## Trayectoria
En el primer equipo canalla llegó a jugar un solo partido oficial; fue el 28 de julio de 1948, cotejo válido por la 13.ª jornada del Campeonato de Primera División ante Chacarita Juniors, derrota 1-2 en condición de visitante.
El año siguiente continuó su carrera en Progreso de Uruguay, pasando a las filas de Nacional en esa misma temporada y formando parte del plantel campeón de Primera División; compitió en su puesto con Juan Ramón Orlandi. Se mantuvo en el bolso hasta principios de 1948, alcanzando a disputar el Campeonato Sudamericano de Campeones en Chile.
Retornó a Argentina para jugar por Banfield en ese mismo 1948; pasó a River Plate al año siguiente, sin llegar a debutar, y continuó en Independiente a mediados de esa temporada y hasta 1951. Jugó en Boca Juniors en 1952, para tener luego un segundo ciclo por Nacional de Montevideo. Arribó al fútbol chileno para incorporarse a Universidad Católica, equipo con el que se coronó campeón de Primera División en 1954 y perdió la categoría en la temporada siguiente. También vistió la casaca de Colón de Santa Fe.

## Palmarés
| Equipo               | País    | Título           | Año  |
| -------------------- | ------- | ---------------- | ---- |
| Nacional             | Uruguay | Primera División | 1947 |
| Universidad Católica | Chile   | Primera División | 1954 |